# Землетруси в Італії в жовтні 2016 року
Серія потужних землетрусів сталася в жовтні 2016 року в Центральній Італії між регіонами Марке і Умбрія. Третій поштовх, який відбувся 30 жовтня, став найсильнішим в Італії за останні 36 років, після Землетрусу в Ірпінії 1980.
26 жовтня о 7:11 вечора за місцевим часом землетрус магнітудою 5,5 відбувся за 8 км на південний схід від Селлано на глибині 10 км. Землетрус також відчувався в місті Рим. За повідомленнями італійських ЗМІ в регіоні Марке деякі будинки впали. Були також збої в електропостачанні та обриви телефонних ліній.
26 жовтня о 9:18 вечора за місцевим часом землетрус магнітудою 6.1 відбувся за 3 км на захід від Віссо . Землетрус, який стався через два місяці після землетрусу 24 серпня магнітудою 6.2, стався приблизно за 30 км на північний захід від епіцентру серпневого. Цивільний захист, однак, оцінив наслідки менш руйнівними, ніж припускали раніше. За офіційними даними, чоловік помер внаслідок серцевого нападу в результаті землетрусу.
Третій великий землетрус відбувся 30 жовтня за 6 км на північ від Норчії на невеликій глибині і за попередньою оцінкою Геологічної служби США мав магнітуду 6,6. Ранні новин та репортажі соціальних ЗМІ показали важкі ушкодження деяких споруд. Було знищене село Аркуата-дель-Тронто, а також базиліка Святого Бенедикта в місті Норчія.

## Поштовхи

Магнітуда землетрусів у центральній Італії в жовтні 2016 року

| Дата / місцевий час (Світовий) | МЖ        | Глибина Гіпоцентр | Епіцентр                     | Епіцентр | Епіцентр |
| Дата / місцевий час (Світовий) | МЖ        | Глибина Гіпоцентр | місце                        | Широта   | Довгота  |
| ------------------------------ | --------- | ----------------- | ---------------------------- | -------- | -------- |
| 26 жовтня 2016 17:10:36        | 5.4       | 8.7 км            | Кастельсантанджело-суль-Нера | 42.88 Н  | 13.13 Е  |
| 26 жовтня 2016 19:18:05        | 5.9       | 7.5 км            | Уссіта                       | 42.92 Н  | 13.13 Е  |
| 26 жовтня 2016 21:42:01        | 4.5       | 9.5 км            | Кастельсантанджело-суль-Нера | 42.86 Н  | 13.13 Е  |
| 27 жовтня 2016 03:19:27        | 4.0       | 9.0 км            | Кастельсантанджело-суль-Нера | 42.84 Н  | 13.15 Е  |
| 27 жовтня 2016 03:50:24        | 4.4 (мл)  | 8.9 км            | Віссо                        | 42.99 Н  | 13.13 Е  |
| 27 жовтня 2016 08:21:45        | 4.3       | 9.3 км            | Норчія                       | 42.87 Н  | 13.10 Е  |
| 27 жовтня 2016 17:22:23        | 4.2       | 8.6 км            | Норчія                       | 42.84 Н  | 13.10 Е  |
| 30 жовтня 2016 06:40:17        | 6.5 (СМП) | 9.4 км            | Норчія                       | 42.84 Н  | 13.11 Е  |

(Джерело: Національний інститут геофізики та Вулканології(англ.))

## Геологія
Землетруси сталися в сейсмічній прогалині, яка розташована між районами серпневого землетрусу і землетрусу в Умбрії в березні 1997 року. У цій прогалині до 2016 року жодного сильного землетрусу не траплялося вже понад 100 років .
Оскільки процес скидоутворення вздовж ланцюга Апеннін — це порівняно нещодавнє за геологічними мірками явище, яке розпочалося 500 000 років тому, то скиди розташовані неоднорідно, тож за даними сейсмолога Росса Стейна зі Стенфордського університету поштовхи виникають після форшоків. У цьому випадку руйнівному поштовху 26 жовтня передував форшок за дві години до нього, змусивши людей залишити будинки, тож вони перебували в безпеці, коли стався більший поштовх.